# Breggia (Fluss)
Die Breggia ist ein etwa 23 Kilometer langer Fluss in der italienischen Provinz Como in der Region Lombardei und im Bezirk Mendrisio im Schweizer Kanton Tessin.

## Verlauf
Die Breggia entspringt auf italienischem Staatsgebiet zwischen dem Monte Generoso und dem Monte d'Orimento. Sie verläuft zunächst für etwa drei Kilometer in Italien und bildet ab Erbonne bis zur Einmündung des Baches Vallaccia für etwa einen Kilometer die Grenze zur Schweiz. Nach einer Schlaufe um den östlichen Bergrücken des Monte Generoso bei Scudellate verläuft die Breggia in südsüdwestliche Richtung durch das Val Breggia.
Sie durchfliesst nun das waldige Muggiotal und nimmt nach Muggio von links den Bach Luasca aus dem Val Luasca auf. Nach dessen Einmündung bildet die Breggia die Gemeindegrenze zwischen Breggia und Castel San Pietro und fliesst vorbei an den Weilern Cabbio, Bruzella und Caneggio der Gemeinde Breggia. Bei Bruzella nimmt sie die aus dem Val dala Cròta kommende Breggia auf, einen Bach mit gleichem Namen, der ebenfalls in Italien entspringt. Auf der Gemeindegrenze von Castel San Pietro und Morbio Inferiore tritt sie in eine tiefe Schlucht ein. Hier findet man unzählige Fossilien sowie zahlreiche andere Spuren der urzeitlichen Meere. Seit 2001 sind die Schluchten ein kantonaler Naturpark, der Parco delle Gole della Breggia. Nach anderthalb Kilometern öffnet sich die Schlucht bei Balerna wieder. 
Die Breggia bildet nun die Grenze zwischen Chiasso und Morbio Inferiore. Nördlich von Chiasso nimmt sie an der Grenze zu Italien von rechts die Faloppia auf. Sie durchfliesst nun auf den letzten drei Kilometern Como und Cernobbio und mündet schliesslich in den Südteil des Comer Sees. Sie entwässert dabei ein Gebiet von etwa 90 Quadratkilometer.

## Bilder

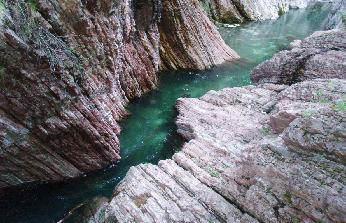
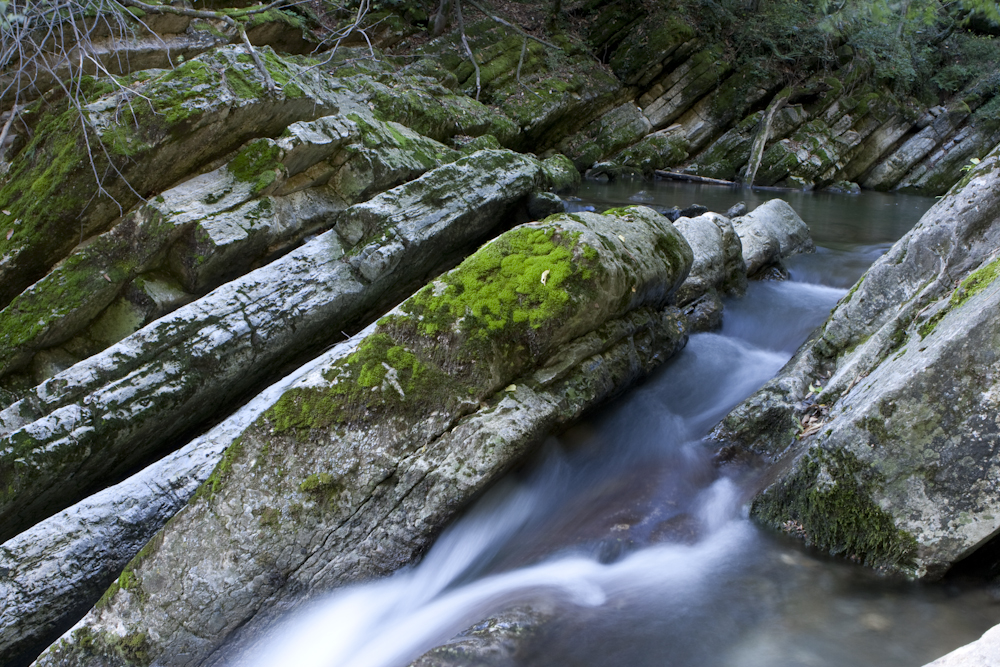
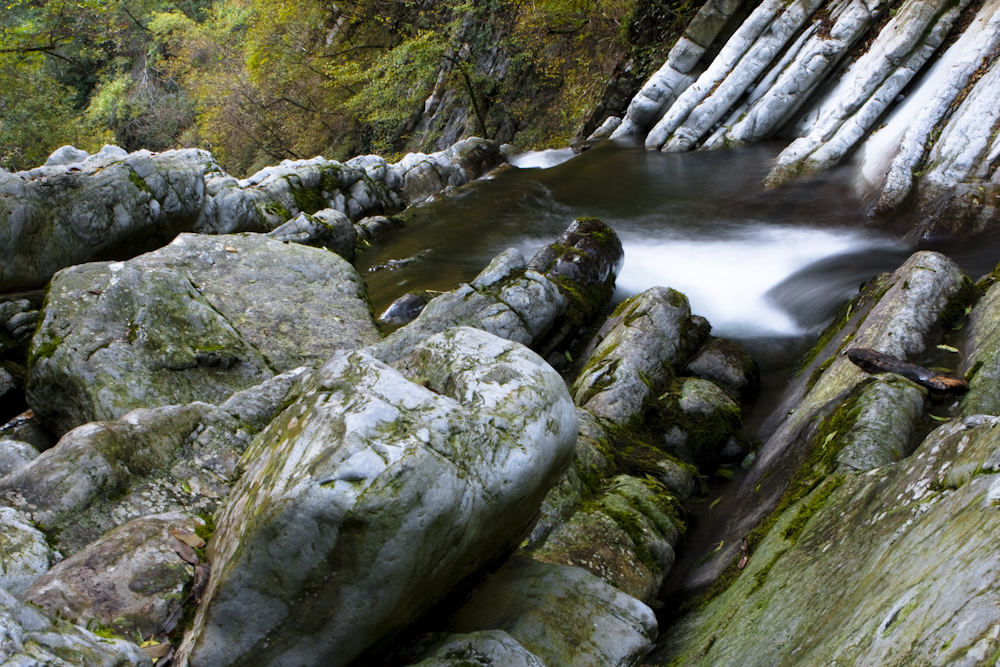
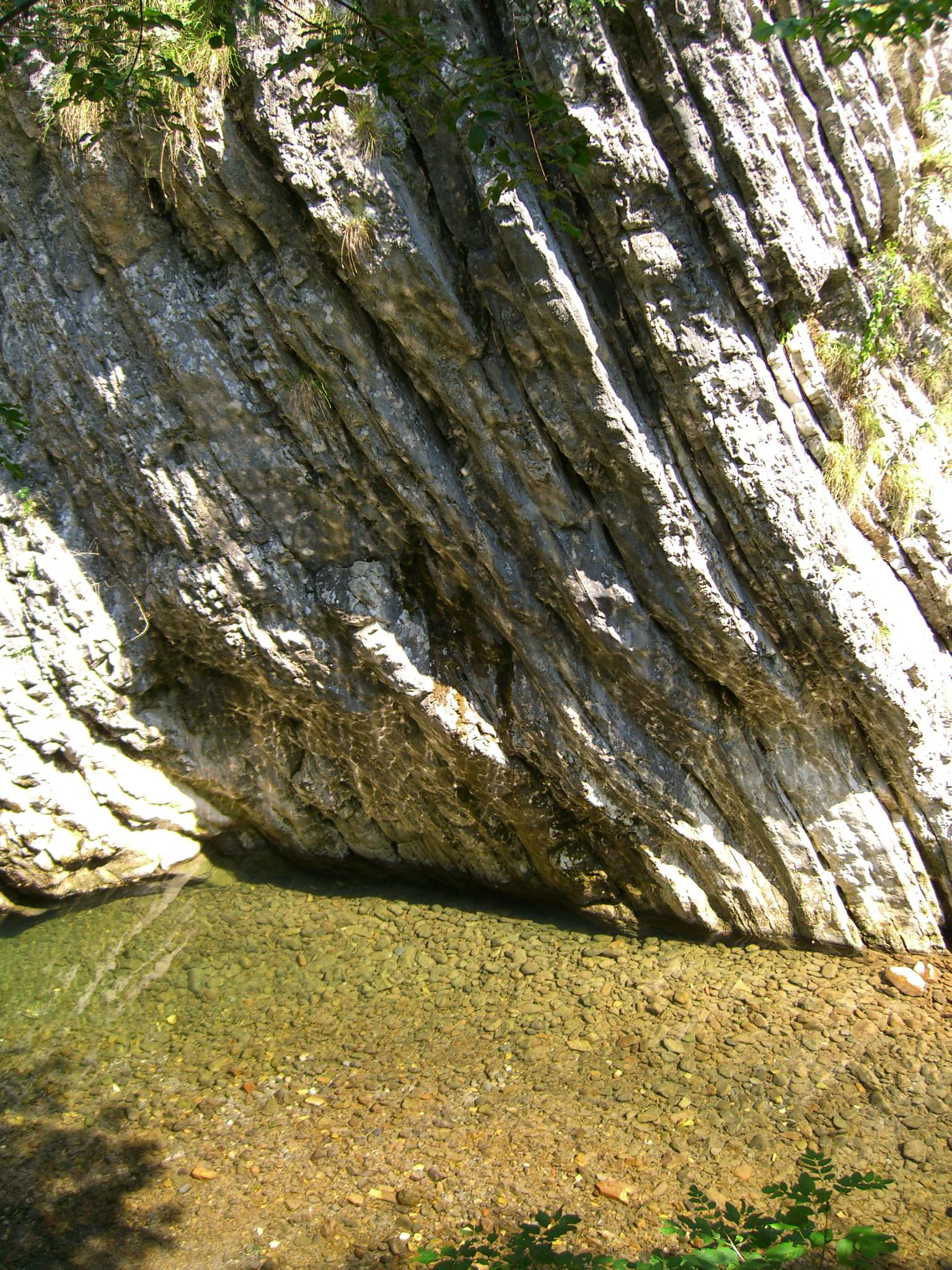
Breggia-Schlucht, Flysch-Biegung. Historisches Bild von Leo Wehrli (1934)
Breggia-Schlucht, Flysch-Mulde. Historisches Bild von Leo Wehrli (1934)